# Ted Mosby
Theodore Evelyn Mosby, más conocido como Ted Mosby, es un personaje ficticio creado por Carter Bays y Craig Thomas para la serie de televisión estadounidense How I Met Your Mother (en España: Como conocí a vuestra madre, en América Latina: Como conocí a tu madre) de la cadena CBS. Es interpretado por el actor Josh Radnor y por Bob Saget en la narración de los capítulos.

## Biografía y personalidad
Ted es el personaje principal de la serie; nació el 25 de abril de 1978 en Shaker Heights, Ohio, y obtuvo el título de arquitecto en la Universidad Wesleyan, donde estudió junto a Marshall Eriksen y Lily Aldrin. Estudiando en la Universidad Wesleyan fue director de un programa de radio estudiantil, donde se hacía llamar Doctor X, y en el que criticaba las injusticias sociales y las cometidas por la universidad. Ya en Nueva York conoce a Barney Stinson, revelándose después que su primer encuentro sucede en el baño del bar, y a Robin Scherbatsky, en el mismo bar, de la cual se enamora y con la que llega a tener una relación durante un tiempo.
Siempre soñó con ser un gran arquitecto, pasando años en una empresa de diseño de Nueva York antes de crear por su cuenta un estudio de arquitectura, al que llamó Mosbius Designs, y que acabó fracasando, lo que le llevó a aceptar un puesto de profesor de arquitectura en la Universidad de Columbia.
Uno de los aspectos más característicos de su personalidad es el hecho de que piensa demasiado, cosa que le recriminan sus amigos una y otra vez. Ted desea imitar la vida de Marshall: tener una relación seria, estable, duradera, y con la que poder formar una familia. Sin embargo, es un punto intermedio entre sus amigos Barney y Marshall, ya que mientras Marshall es fiel y constante, Barney es promiscuo e inconstante, por lo que a pesar de que Ted anda siempre en la búsqueda del amor perfecto como el de Lily y Marshall, algunas veces se deja influir por Barney.
Entre sus manías destaca la de corregir continuamente los pequeños errores que cometen los demás, sobre todo los relacionados con la pronunciación y gramática. Le encanta la arquitectura art déco, y siente predilección por el Empire State Building. Cabe destacar que conoce la lengua de señas, y es admirador de la obra del poeta Pablo Neruda y del escritor Gabriel García Márquez (su libro favorito es "El amor en los tiempos del cólera").

## Vida personal

### Primera y segunda temporada
Después de terminar la Universidad, se muda a Nueva York con Marshall Eriksen. Ahí se vuelve amigo de Barney Stinson, a quien conocen en el bar MacLarens. Marshall Eriksen decide proponer matrimonio a Lily Aldrin, y ahí es cuando Ted se preocupa sobre el rumbo de su vida amorosa y decide comenzar la búsqueda del amor de su vida, justo comenzando su búsqueda, conoce a Robin Scherbatsky, una joven canadiense de la cual se enamora de inmediato y tienen una cita, que Ted termina arruinando al decirle que la ama.
Después de ser rechazado por Robin, Ted continúa su búsqueda y comienza una relación con Victoria, a quien conoce en la boda de un amigo de la secundaria; después de pasar un tiempo con Victoria, ella recibe una beca de pastelería en Alemania, la cual acepta; ambos deciden mantener la relación a larga distancia, que se ve afectada cuando por fin, Ted logra tener una oportunidad con Robin y éste le miente diciéndole que ya terminó con Victoria, en ese mismo instante las dos lo descubren y se queda sin ninguna, aunque pocos días después Robin lo perdona y comienzan a salir.
Después de un año de relación, ambos deciden acabarla, ya que no comparten la misma mentalidad de su futuro, ya que Ted quiere estar casado y con hijos, mientras que Robin quiere dedicarse a su carrera y odia a los bebes. Un par de años después, Ted descubre que su ruptura con Robin, al igual que con otras 5 novias fue obra de Lily, ya que cuando ella no imagina a Ted siendo feliz con alguna novia decide manipularlos para que corten.

### Tercera y cuarta temporada
Después de la ruptura, Robin viaja a Argentina donde conoce a Gael, con quien regresa a Nueva York, lo cual provoca celos a Ted, por lo que comienza a salir con Barney a buscar mujeres. Durante una cita loca con una chica, Ted se hace un tatuaje de una mariposa en la espalda baja, por lo cual comienza a ir con Stella Zinman, una dermatóloga para que le borre el tatuaje, Ted se enamora de Stella, luego de varios intentos, por fin logra tener una cita y volverse novio de Stella. La relación entre Ted y Barney Stinson se ve afectada debido a que Barney se acuesta con Robin. Después de sufrir un accidente automovilístico, Ted decide pedirle matrimonio a Stella, la cual acepta ser su esposa. Los amigos de Ted no están seguros de que casarse con Stella sea una buena opción para Ted, pues ellos no se conocen perfectamente y tienen problemas con cosas como elegir dónde vivir ya que Stella vive Nueva Jersey y Ted en Nueva York.
Tiempo después, la boda de la hermana de Stella se ve truncada por problemas entre ella y su prometido, entonces Ted y Stella deciden casarse y utilizar todo lo que ya estaba preparado para la boda de su hermana. El día de la boda, Ted va a recoger a la hija de Stella a la casa de Tony, el exesposo de Stella. La única manera en que Ted consigue llevar a la niña a la boda es llevando a Tony también. Justo antes de comenzar la boda, Stella huye con Tony dejando solo una carta a Ted donde le decía que Tony siempre ha sido el amor de su vida y que iba a regresar con él.
Después de ser abandonado, Ted decide crear su propia firma de arquitectura llamada Mosbius Designs, con la cual consigue diseñar el nuevo edificio de Goliath National Bank, en donde trabaja Barney Stinson. También Robin Scherbatsky se muda al apartamento con Ted, ya que ella se había ido a trabajar a Tokio y al regresar no tiene donde vivir, después de tener varias discusiones, descubren que la forma como las solucionaban cuando eran novios era teniendo sexo, y deciden usar la misma solución. Mantienen relaciones sexuales eventuales, aunque tiempo después deciden detenerse y mantener una buena amistad. Se hacen la promesa de que si ambos siguen solteros a los 40 años, se casarán.
La vida de Ted sigue su rumbo, y sigue saliendo con varias mujeres, incluyendo a una exnovia de la universidad, la cual Lily Aldrin odia, y provoca que rompa con Ted. Un día, Ted se encuentra con Tony y Stella en una esquina, ambos le piden perdón y Tony, sintiéndose culpable, decide ofrecerle trabajo como maestro a Ted en la universidad de Columbia, trabajo que al principio Ted rechaza pero poco tiempo después decide tomar.

### Quinta temporada
Ted comienza a dar clases de arquitectura en la universidad de Columbia, en su primer día de clases, por error entra al aula equivocada, en la cual, tiempo después sabría que estuvo presente su futura esposa. Barney Stinson y Robin Scherbatsky comienzan una relación y Ted le da clases a Barney sobre Robin para que este pueda tener éxito en su relación. Ted sale con varias chicas pero ninguna relación prospera. Luego de ir a la boda de su madre, Ted se da cuenta de que no ha avanzado nada en su vida, por lo cual decide comprar una casa en ruinas en la que vivirá cuando se case y tenga hijos. 

### Sexta temporada
Ted está diseñando el nuevo edificio de Goliath National Bank y está cumpliendo el sueño de su vida, que es hacer un rascacielos en Manhattan. Este rascacielos será construido en el lugar de un viejo hotel, llamado el Arcadian, el cual la activista, Zoey Pierson trata de impedir que derriben debido al afecto que le tiene. Zoey comienza a volverle la vida imposible a Ted atacando su casa y entrometiéndose en sus clases para fastidiarlo. 
Una noche, Ted decide irse a dormir temprano mientras sus amigos se quedan en el bar McLaren's, lo cual resultara malo para Ted, ya que la maldición de “el Blitz” le es transferida, esta maldición es que cuando la persona que la tiene no está presente, a sus amigos les pasan cosas increíbles, maldición que Steve Henry, un amigo de la universidad, había tenido hasta ese día. Al despertar al día siguiente, Ted descubre que no solo se le ha transferido la maldición de “el Blitz”, ya que le pasaron cosas increíbles a sus amigos, sino que sus amigos se habían vuelto amigos de su enemiga Zoey. Después de sufrir problemas con sus hornos para hacer el pavo del Día de Gracias, Lily Aldrin recuerda que Zoey les había invitado a su casa, ya que ella estaría sola, al final del día todos comparte el pavo en la casa de Zoey. Ted y Zoey se vuelven amigos y la maldición de “el Blitz” le es transferida a Barney Stinson .
Zoey se divorcia de su esposo, “el Capitán”, y se vuelve novia de Ted, aunque aun siendo novios, Zoey sigue tratando de impedir que destruyan el Arcadian para hacer el edificio diseñado por Ted. La relación termina cuando el consejo de la ciudad le da luz verde para derrumbar el Arcadian y Zoey se molesta con Ted, lo que hace que terminen.

### Séptima temporada
Ted regresa a Cleveland (Ohio) para la boda de su amigo de la escuela secundaria 'Punchy', en la que es el padrino. En Nueva York, Ted sigue con su vida normal y además causa furor como arquitecto, lo cual le ha valido para ser portada de una revista prestigiosa.
En una convención de arquitectura, Ted se encuentra con Victoria, su exnovia que se fue a Alemania. Él se disculpa con ella por haberle sido infiel cuando tenían una relación a distancia, aunque ella le confiesa a Ted que, dos días después de su ruptura, empezó otra relación.  
Ted le pregunta qué hubiera sido de sus vidas si ella no se hubiera ido o si él se hubiese ido con ella, a lo que ella le responde que el resultado hubiera sido el mismo de todas sus otras relaciones, un fracaso, ya que aunque él no se da cuenta, Robin todavía significa mucho para él.  
El día de la ruptura entre Robin y su prometido Kevin, ella revela su infertilidad a Ted, al reflexionar sobre la situación, y en respuesta a la pregunta de hace 5 años sobre cómo imaginaban su futuro, Ted decide declarar de nuevo su amor por Robin, pero en esta ocasión ella no puede corresponder estos sentimientos, lo cual altera profundamente a Ted. Ted se muda de su apartamento y se lo cede a Marshall y Lily, a quienes no les gusta su decisión de vivir en Long Island. 
Por último, deja de ver a Robin, hasta el nacimiento de Marvin, el hijo de Lily y Marshall. 

### Octava temporada
La relación entre Ted y Victoria va perfectamente hasta que esta última le da indicios a Ted de que quiere casarse con él, por lo que Ted se lo propone, pero Victoria lo condiciona diciéndole que aceptará solo si le deja de hablar a Robin, por lo que Ted después de pensar en que Victoria podría ser la madre de sus hijos decide terminar su amistad con Robin. Sin embargo al último momento le dice a Victoria que Robin es como su familia y no podría cortar esa relación con ella, Victoria le dice a Ted que realmente espera que algún día Robin y el estén juntos, acto seguido se retira del bar y terminan definitivamente. Después de Victoria, en el episodio de la octava temporada "P.S. I Love You", Ted conoce a Jeanette Peterson. Jeanette es la última novia de Ted antes de conocer a la madre. Jeanette es una teniente de la policía y una potencial acosadora. Ted y Jeanette se reúnen en el metro después de que Ted se da cuenta de que leen el mismo libro. El personaje de Jeanette parece burlarse constantemente de los gestos ampliamente románticos de Ted, trazando una línea muy fina entre espeluznante y romántico. Ted se entera de que Jeanette lo ha estado acosando por un año y medio (desde su aparición en la revista Time), compró el mismo libro que ambos estaban leyendo en el metro 10 minutos después que él y provocó un incendio fuera de su sala de conferencias para reunirse con él. A pesar de todos estos atributos absolutamente locos y acosadores, Ted encuentra esto romántico e ignora las señales de advertencia. Marshall y Lily intentan disuadir a Ted en ir tras ella, pero él los ignora. En "Bad Crazy", aunque Jeanette destruye el apartamento de Ted después de que Ted intenta romper con ella, Lily cambia de parecer y le dice a Ted que permanezca con Jeanette. Lily se da cuenta de que aunque Jeanette es una locura, Ted es un poco loco también y que necesita a una loca. Ted se queda con ella. En "Weekend at Barney's", Jeanette rompe con Ted. En "The Final Page - Part Two", Barney intenta hacer a Ted conocer a otras mujeres para alejar su mente de Jeanette, aunque Jeanette lo encuentra en el bar y vuelven a estar juntos. Sin embargo, esto no duró mucho. Jeanette encuentra el Playbook de Barney en el apartamento de Ted, pensando que era de Ted y destruye el lugar mientras arroja las cosas de Ted por la ventana a la calle abajo. Ella también hace explotar el Playbook. La relación de Jeanette y Ted termina mal, tal como Lily lo predijo. En ese momento, Ted decide que ha terminado con la vida de soltero y se encuentra listo para establecerse.
Aunque feliz por ellos, Ted está molesto cuando Robin y Barney se comprometen. Ahora todos sus mejores amigos están involucrados el uno con el otro. En "The Time Travelers", Ted del futuro fantasea sobre buscar a la madre semanas antes de que realmente se encontraron, para así poder decirle cuán desesperado está de encontrarse con ella. Él apoya el compromiso de sus amigos, pero en última instancia, se da cuenta de que con sus sentimientos persistentes por Robin sería difícil estar alrededor de ellos una vez que estén casados. Planea mudarse a Chicago el día después de que se casen.

### Novena temporada
La última temporada de la serie gira en torno al fin de semana de la boda de Robin y Barney, durante el cual Ted lucha con sus sentimientos por Robin. Va a extremos para encontrar un relicario que Robin había enterrado en Central Park años antes, que ella quiere como una "señal del universo" de que ella debe casarse con Barney. Momentos antes de la boda, Robin tiene dudas acerca de su boda y le dice que ella debería casarse con él en vez de Barney. Ted se traga sus verdaderos sentimientos y le dice que ya no la ama de esa manera. Luego está presente cuando Robin se casa con Barney, y se despide afectuosamente de sus amigos. La temporada también contiene un número de escenas flashforward de la vida de Ted con la Madre, incluyendo su primera cita, el día que le propuso matrimonio y el nacimiento de su segundo hijo.
En el último episodio de la serie, "Last Forever", se revela que Ted finalmente conoce a su esposa, cuyo nombre es Tracy McConnell, en una estación de tren cuando él está a punto de salir para Chicago. Ellos se enamoraron inmediatamente y salen juntos por dos años antes de comprometerse. Ellos no se casan realmente por otros cinco años, tiempo durante el cual tienen dos hijos, Penny y Luke. Tracy muere en 2024.
Tras la conclusión de su historia, sus hijos le dicen que la misma apenas contenía menciones a su madre y se centró más en Robin, que por ahora se ha divorciado de Barney. Mientras Ted lo niega, los niños dicen que claramente está buscando su aprobación para pedirle a Robin que sea su novia otra vez, que ellos conceden. En la escena final de la serie, Ted se encuentra fuera del apartamento de Robin, sosteniendo el corno francés azul de su primera cita.

## Ted del futuro
Los acontecimientos que suceden en la serie son narrados por el propio Ted en el año 2030, al que no se le llega a ver hasta el capítulo final, y representado en la voz de Bob Saget. Todos los capítulos cuentan con una pequeña introducción en la que Ted les va contando poco a poco a sus dos hijos — Luke y Penny, interpretados por David Henrie y Lyndsy Fonseca— cómo acabó conociendo a su madre; esto a su vez sirve para situar en el momento oportuno al espectador a lo largo de la historia.